# Nick Arnold
Nick Arnold (* 4. srpna 1964 Cambridge) je britský autor známé knižní série Děsivá věda. Nickova první publikovaná díla se objevila jako výsledek projektu, pracoval na univerzitě v severním Londýně, kde se snažil učit malé děti. Bylo o něm napsáno pozitivní hodnocení a začal psát Děsivé vědy. Jeho knihy jsou ilustrovány Tony De Saullesem. Když se zrovna nevěnuje Děsivé vědě tráví svůj čas tím, že učí dospělé. Žije v Anglii, kde je nyní velmi populární. 
Edice Děsivá věda: Protivné breberky, Tajuplné lidské tělo, Nezdravé nemoci, Protivná příroda, Chemický chaos, Vesmír, hvězdy a slizcí ufoni, Zákeřná zeleň, Potrhlí vědátoři, Šokující elektřina, Zrádné síly, Zabijácká energie, Ohromná archeologie, Riskantní experimenty, Příšerné světlo, Pekelné zvuky, Splašený čas, Nebezpečný let, Smrtící jedy, Výbušné nebezpečné experimenty, Příšerně velká kniha kvízů, Mikroskopická monstra, Návod k použití lidského těla, Zmatený mozek, Děsivý dinosauři v knize skládaček, Mizerná medicína, Praštěné vynálezy, Nechvalně proslulé experimenty (příručka), Nechutně výživné experimenty (příručka), Omračující věda všeho, Lidské tělo (příručka), Zmatený mozek (příručka).

## Ocenění
- Aventis price (za nejlepší dětskou vědeckou knihu)
- Rhone-Poulenc Junior Science Book Prize (za Krev, Kosti, a Kousky Těla)